# Orgilus dorni
Orgilus dorni är en stekelart som beskrevs av Taeger 1989. Orgilus dorni ingår i släktet Orgilus och familjen bracksteklar. Inga underarter finns listade i Catalogue of Life.